# Bertelsmann
Bertelsmann ist ein internationales Medien-, Dienstleistungs- und Bildungsunternehmen mit Hauptsitz in Gütersloh. Seine Geschichte reicht bis 1835 zurück und wurde im 20. Jahrhundert von Reinhard Mohn geprägt. Aus dem mittelständischen Druck- und Verlagshaus entwickelte sich ein Konzern, der heute mit 75.000 Mitarbeitern in rund 50 Ländern weltweit aktiv ist. Der Umsatz liegt bei 19 Milliarden Euro. Zum Konzernverbund gehören die RTL Group, Penguin Random House, BMG, die Arvato Group, Bertelsmann Marketing Services, die Bertelsmann Education Group und Bertelsmann Investments.

## Geschichte

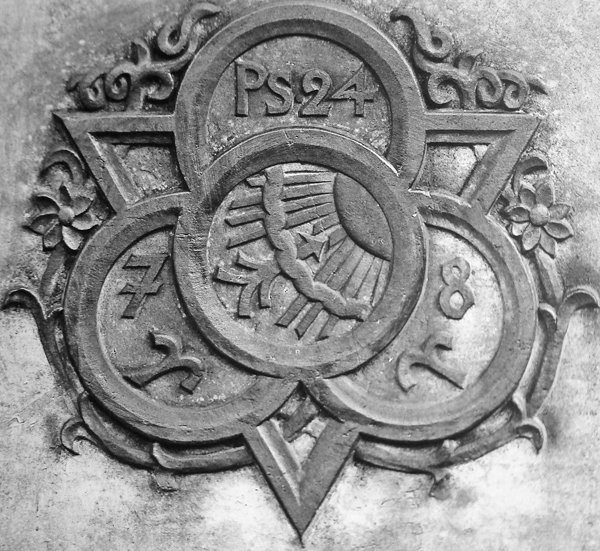
Firmensignet des Verlags auf der Grabstätte Carl Bertelsmanns in Gütersloh

### Anfänge des Druck- und Verlagshauses
1835 gründete Carl Bertelsmann in Gütersloh einen Buchverlag unter seinem Namen. Er war Anhänger der minden-ravensbergischen Erweckungsbewegung und brachte zunächst vorwiegend theologische Literatur heraus. Ab 1849 führte sein Sohn Heinrich Bertelsmann den Betrieb weiter. Dessen Tochter heiratete Johannes Mohn, der 1887 die Leitung übernahm. 1921 übergab er die Verantwortung an seinen Sohn Heinrich Mohn. Dieser erweiterte das Programm um Sachbücher und Unterhaltungsliteratur.

### Bertelsmann im Dritten Reich
Heinrich Mohn, der 1921 die Geschäftsführung der Firma übernommen hatte, war Förderer der SS. Ab 1937 nahm er an dem von der Deutschen Arbeitsfront (DAF) ausgerufenen „Leistungskampf der deutschen Betriebe“ teil, deren erfolgreichste Teilnehmer als nationalsozialistische Musterbetriebe ausgezeichnet wurden.
Während des Zweiten Weltkrieges wurde C. Bertelsmann zum größten Lieferanten der Wehrmacht, noch vor dem Zentralverlag der NSDAP Franz Eher. Insbesondere zwischen 1939 und 1941 stieg der Umsatz stark an. Der Verlag profilierte sich mit preiswerten „Bertelsmann Volksausgaben“ und gab die „Bertelsmann Feldposthefte“ heraus. Jüdische Zwangsarbeiter wurden in Druckereien in Litauen beschäftigt, mit denen C. Bertelsmann zusammenarbeitete.
1934 nahm der Verlag Kriegserlebnisbücher ins Programm, in denen sich oftmals unverhüllte und oft massive Kriegshetze fand. Beispiele hierfür sind Werner von Langsdorffs Fliegerbuch und Mit Bomben und MGs über Polen von Josef Grabler. Ein wichtiger Autor war Will Vesper, der jüdische Literatur bekämpfte und sich 1933 als Hauptredner an einer Bücherverbrennung „undeutschen Schrifttums“ beteiligt hatte. Mit den Wehrmachtsausgaben erreichte C. Bertelsmann von 1939 bis 1944 eine Gesamtauflage von etwa 19 Millionen Exemplaren.
Mit zunehmender Kriegsdauer nahm das Interesse an Kriegsthemen ab. Mit Erzählungen wie Der Kumpel lacht, Aus der fahrenden Tierwelt und Geliebte Heimat sowie mit Klassikern aus dem 19. Jahrhundert etwa von Fritz Reuter sollte von den Sorgen des Alltags abgelenkt werden. 1944 ordnete die Reichsschrifttumskammer die Schließung des Verlags an, um „alle Kräfte für den Sieg“ zu mobilisieren. Wesentlicher Grund dafür waren kriminelle Papierschiebereien aus dem System von Matthias Lackas. Dies führte 1944 zur Anklage leitender Angestellter von Bertelsmann. Trotzdem wurden die Mitarbeiter weiterbeschäftigt und die Materialvorräte blieben dem Unternehmen erhalten, was seinen Aufstieg in der Nachkriegszeit ermöglichte.
Noch 1998 behauptete Bertelsmann, der Verlag sei während der Nazizeit wegen Verbreitung oppositioneller Schriften geschlossen worden. Die Zweifel an dieser Darstellung führten 1998 zur Einsetzung einer unabhängigen historischen Kommission. Diese arbeitete die 175-jährige Geschichte des Medienhauses auf.

### Wiederaufbau mit dem Lesering

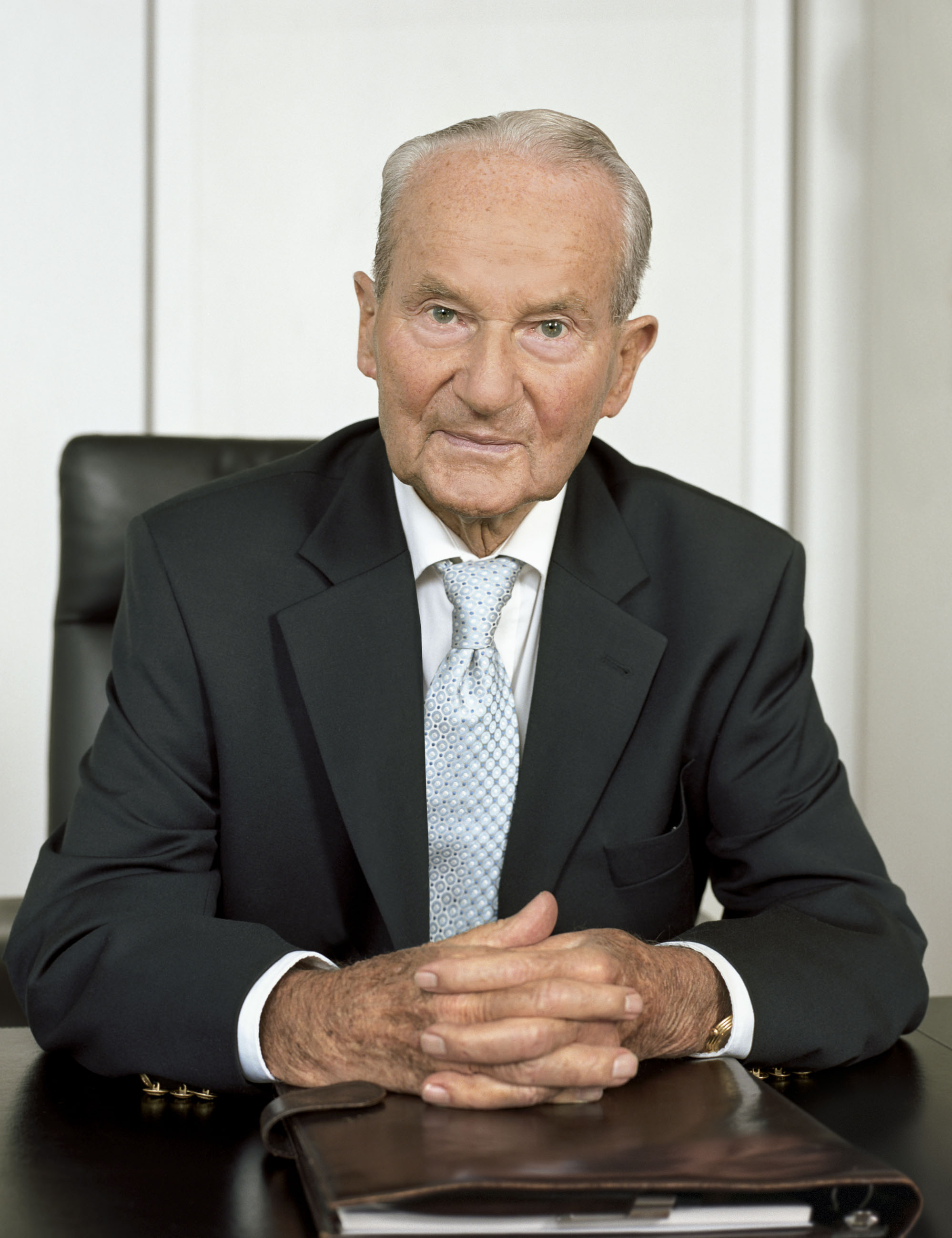
Porträt von Reinhard Mohn, Nachkriegsgründer von Bertelsmann

Im März 1946 erteilte die britische Militärregierung dem Unternehmen eine Verlagslizenz. Heinrich Mohn hatte seine SS-Mitgliedschaft den britischen Besatzungsbehörden verschwiegen. Als bekannt wurde, dass falsche oder zumindest unzureichende Angaben gemacht worden waren, musste er als Verlagsleiter zurücktreten. Von seinen vier Söhnen übernahm 1947 Reinhard Mohn den C. Bertelsmann Verlag, weil Hans Heinrich Mohn im Krieg gefallen war und sich Sigbert Mohn noch in Gefangenschaft befand. Die Verlagslizenz wurde an Reinhard Mohn übertragen.
Nach der Währungsreform 1948 setzte im Buchmarkt eine Absatzkrise ein, die auch bei Bertelsmann zu einer Existenzkrise führte. Unter diesen Vorzeichen startete 1950 der Bertelsmann Lesering, um den Absatz anzukurbeln. Die Kunden bezogen Bücher im Abonnement und erhielten dafür einen günstigeren Preis. Der Vertrieb von Büchern anderer Verlage wurde immer wichtiger, war entscheidend für das weitere Wachstum und legte den Grundstein für das Dienstleistungsgeschäft.
In den 1950er-Jahren wurde das Konzept des Leserings mit der Gründung des Schallplattenrings erweitert. Außerdem gründete Bertelsmann das Musiklabel Ariola und stieg mit Sonopress in die Produktion von Tonträgern ein. 1964 kaufte Bertelsmann die bereits zerschlagene UFA von der Deutschen Bank und baute darauf seine Präsenz in Film und Fernsehgeschäft auf. 1969 erwarb Bertelsmann erste Anteile am Zeitschriftenverlag Gruner + Jahr. Eine ebenfalls geplante Fusion mit Axel Springer, für die zeitweise ein Kredit in Millionenhöhe von der Westdeutschen Landesbank aufgenommen worden war, kam 1970 nicht zustande.

### Wachstum und Internationalisierung
Bertelsmann stellte sich immer breiter auf, gleichzeitig stieg der Finanzierungsbedarf. Vor diesem Hintergrund wurde Bertelsmann im Jahr 1971 in eine Aktiengesellschaft umgewandelt, auch um moderne Führungsstrukturen zu etablieren. In Gütersloh baute der Konzern eine moderne Zentrale. Die Buchverlage wurden in der Verlagsgruppe Bertelsmann gebündelt und in München angesiedelt. Während auf dem Heimatmarkt erste Sättigungseffekte für den Lesering erkennbar waren, erzielten die ausländischen Verlags- und Vertriebsgesellschaften einen immer größeren Teil des Umsatzes.
In Deutschland sah sich Bertelsmann neuen Vorschriften zur Fusionskontrolle ausgesetzt. Größere Akquisitionen waren praktisch nicht möglich. Daher wurde Internationalisierung vorangetrieben: Beispielsweise wurden die Verlage Plaza & Janés aus Barcelona und Bantam Books aus New York City erworben. In den Vereinigten Staaten wurde eine Niederlassung für Ariola gegründet und das Musiklabel Arista Records übernommen. Bis heute sind die USA der wichtigste Auslandsmarkt für Bertelsmann.
In die Zeit der Wirtschaftskrise 1979/1980 fielen die Diskussionen um die Nachfolge Reinhard Mohns. 1981 wechselte er in den Aufsichtsrat, neuer Vorstandsvorsitzer wurde Manfred Fischer. 1983 löste ihn Mark Wössner ab. Seine Berufung an die Konzernspitze wurde von der Affäre um die gefälschten Hitler-Tagebücher überschattet. Wössner band die Tochtergesellschaften stärker an die Zentrale und investierte weiter in das Buchgeschäft, etwa durch die Übernahme des US-Verlags Doubleday. Zusätzlich baute er die Aktivitäten im Musikmarkt aus: Nach Übernahme von RCA wurde die Bertelsmann Music Group errichtet und zu einem eigenständigen Geschäftsbereich aufgewertet. Ende 1983 stieg Bertelsmann mit einer Beteiligung am Sender RTL Plus in das Privatfernsehen ein.
Im Geschäftsjahr 1990/1991 hatte Bertelsmann über 45.000 Mitarbeiter und erreichte einen Umsatz von jährlich 14,5 Milliarden Mark. Davon entfielen rund 63 Prozent auf Geschäfte außerhalb Deutschlands. Bertelsmann war zeitweise das weltweit größte Medienunternehmen.
In den 1990er-Jahren expandierte Bertelsmann nach Ostdeutschland und Osteuropa. Außerdem investierte der Konzern in das Internet als Massenmedium: Ab 1995 gab es einen Geschäftsbereich Multimedia bei Bertelsmann. Der Konzern beteiligte sich an America Online und gründete mit AOL das Gemeinschaftsunternehmen AOL Europe. 1997 fusionierte die Film- und Fernsehtochter UFA mit der luxemburgischen Compagnie Luxembourgeoise de Télédiffusion (CLT).

### Konsolidierung des Stammgeschäfts

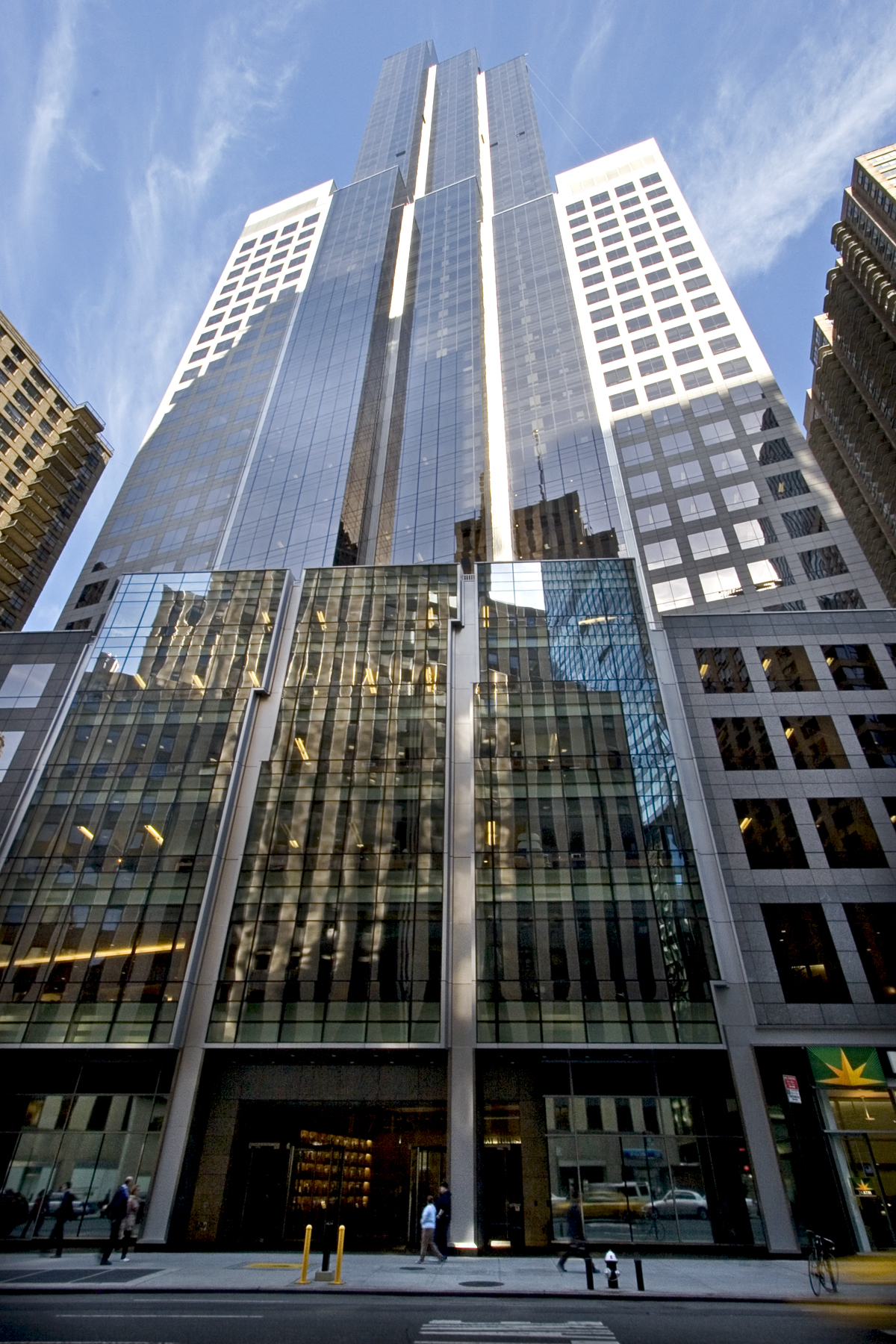
Random House Tower in New York City, später Sitz von Penguin Random House

1998 wurde Mark Wössner von Thomas Middelhoff als Vorstandsvorsitzender abgelöst. Unter seiner Führung übernahm Bertelsmann den US-Verlag Random House und stieg so zu einer der größten Verlagsgruppen im englischsprachigen Raum auf. Im Jahr 2000 verkaufte Bertelsmann seine Anteile an AOL Europe, was dem Konzern Milliarden einbrachte. Wenig später bildeten Bertelsmann und Pearson aus ihren Film- und Fernsehunternehmen die RTL Group. Durch einen Aktientausch mit der belgischen Groupe Bruxelles Lambert (GBL) sicherte sich Bertelsmann die Mehrheit, GBL erhielt 25,1 % an Bertelsmann.
Um das weitere Wachstum des Konzerns zu finanzieren, war ein Börsengang von Bertelsmann im Gespräch. Nach einem Grundsatzkonflikt von Thomas Middelhoff mit den Eigentümerfamilien wurde er 2002 durch Gunter Thielen abgelöst. Dieser leitete eine Phase der Konsolidierung ein, um die Probleme des Stammgeschäfts zu lösen. Bertelsmann trennte sich unter anderem von der Berliner Zeitung und dem Springer Wissenschaftsverlag. 2003 wurde das stagnierende Musikgeschäft in ein Gemeinschaftsunternehmen mit Sony eingebracht. Außerdem leitete Thielen den Rückkauf der Anteile der Groupe Bruxelles Lambert ein, der 2006/2007 erfolgreich abgeschlossen wurde. Unter Thielens Führung hatte Bertelsmann erstmals mehr als 100.000 Mitarbeiter.
2008 wurde Hartmut Ostrowski zum Vorstandsvorsitzenden ernannt. Bertelsmann verkaufte seine Anteile am Plattenlabel Sony BMG. Zudem wurden die Rechte an der Brockhaus Enzyklopädie erworben. Ende 2011 verließ Hartmut Ostrowski das Unternehmen.

### Aktuellere Entwicklungen
Thomas Rabe wurde mit Beginn des Jahres 2012 neuer Vorstandsvorsitzender. Unter seiner Führung brachte Bertelsmann 2013 einen Teil seiner Aktien an der RTL Group an die Börse, um so das weitere Wachstum zu finanzieren. Im selben Jahr entstand mit Penguin Random House der weltweit größte Publikumsverlag. 2014 wurden die verbleibenden Anteile an Gruner + Jahr übernommen, der Club Bertelsmann wurde abgewickelt. Die finanziell angespannten Druckgeschäfte bündelte der Konzern in einem neuen Bereich, dessen Schwerpunkt sich ins Marketing verlagerte.
Neben Medien und Dienstleistungen baute Rabe im Bildungssektor ein drittes Geschäftsfeld auf. Beispiele hierfür sind die Übernahme der US-amerikanischen Unternehmen Relias Learning (2014) und OnCourse Learning (2018). Ferner beteiligte sich Bertelsmann an der Gründung und dem Aufbau von Afya. Das Unternehmen ist heute Brasiliens wertvollster Weiterbildungsanbieter im Medizinbereich. Gleichzeitig investierte Bertelsmann in das Stammgeschäft: Neben der angestrebten Übernahme von Simon & Schuster, die am Widerstand der US-Wettbewerbsbehörden scheiterte, erwarb Bertelsmann zahlreiche Buchverlage und Filmproduktionen.
Die Arvato Group wurde wieder näher an die Konzernzentrale gebunden. Das Call-Center-Geschäft wurde in das Gemeinschaftsunternehmen Majorel eingebracht und später an den Wettbewerber Teleperformance verkauft. Experian erwarb eine Mehrheit an der Wirtschaftsauskunftei Infoscore, die verbleibenden Finanzdienstleistungen von Arvato wurden unter dem Dach von Riverty zusammengefasst.
RTL Deutschland erwarb Gruner + Jahr, um ein zukunftsfähiges Geschäftsmodell für das Magazingeschäft zu entwickeln. Zugleich investierte der Konzern mehrere Milliarden in seine kreativen Inhaltegeschäfte. Hintergrund ist insbesondere der Auf- und Ausbau der Streaming-Plattform RTL+. Zudem wurde das Start-up-Netzwerk stetig erweitert.

## Unternehmensstruktur

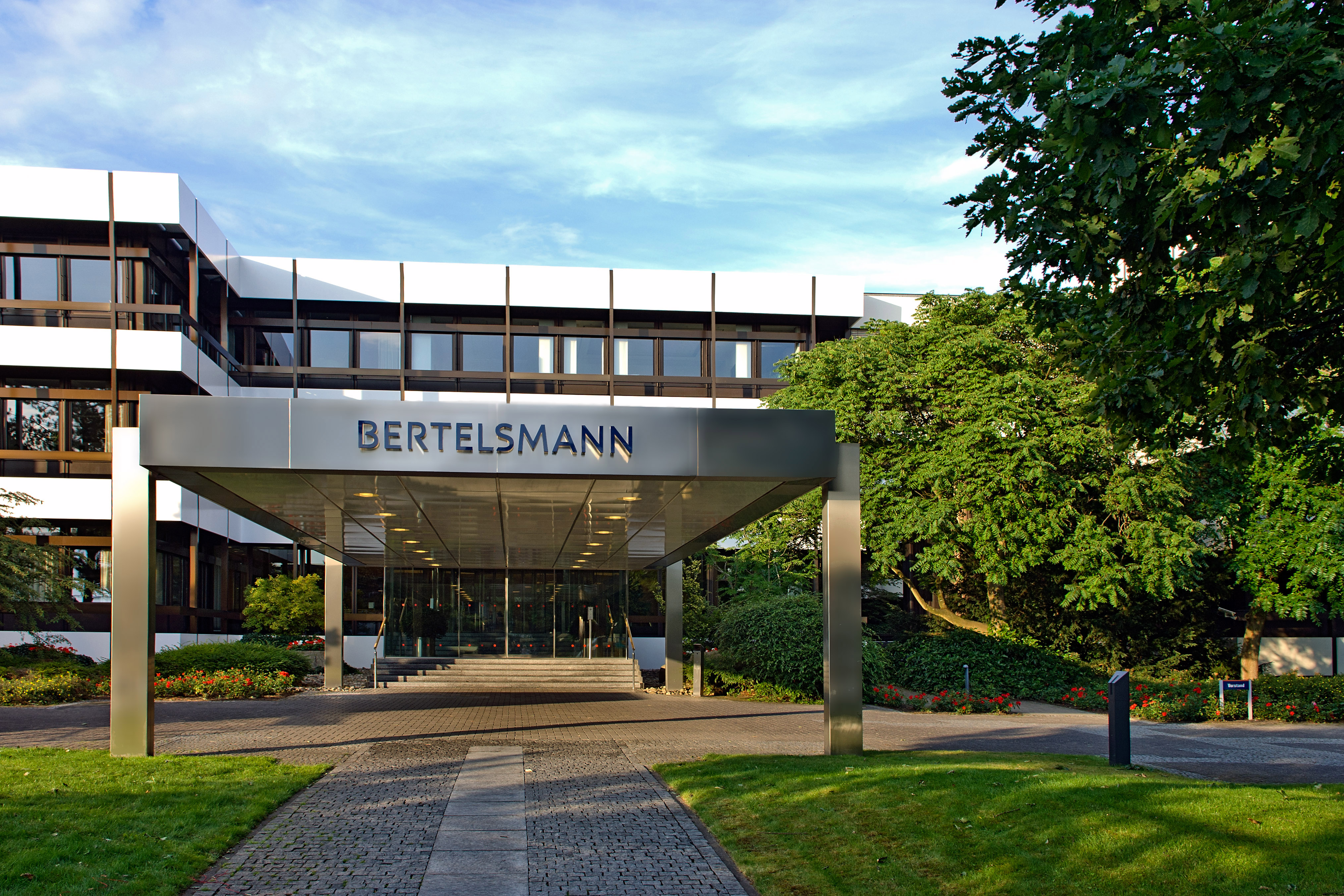
Sitz von Bertelsmann in Gütersloh

### Grundlagen
Die Bertelsmann SE & Co. KGaA ist eine Kommanditgesellschaft auf Aktien (KGaA), deren persönlich haftende Gesellschafterin eine Europäische Gesellschaft (Societas Europaea, SE) ist. Die Konzernholding nimmt zentrale Aufgaben wahr, etwa in der Finanzierung. Bertelsmann versteht sich als kapitalmarktorientiertes Unternehmen, das nicht an der Börse notiert ist, aber beispielsweise Anleihen ausgegeben hat.
Die Kapitalanteile und Stimmrechte der Bertelsmann-Gesellschaften sind getrennt. Die Familie Mohn hält 19,1 % der Kapitalanteile, die restlichen 80,9 % entfallen auf beteiligte Stiftungen, insbesondere die gemeinnützige Bertelsmann Stiftung. Die Bertelsmann Verwaltungsgesellschaft (mbH), in der die Familie Mohn maßgeblichen Einfluss hat, bündelt die Stimmrechte der Familie und Stiftungen.

### Gremien

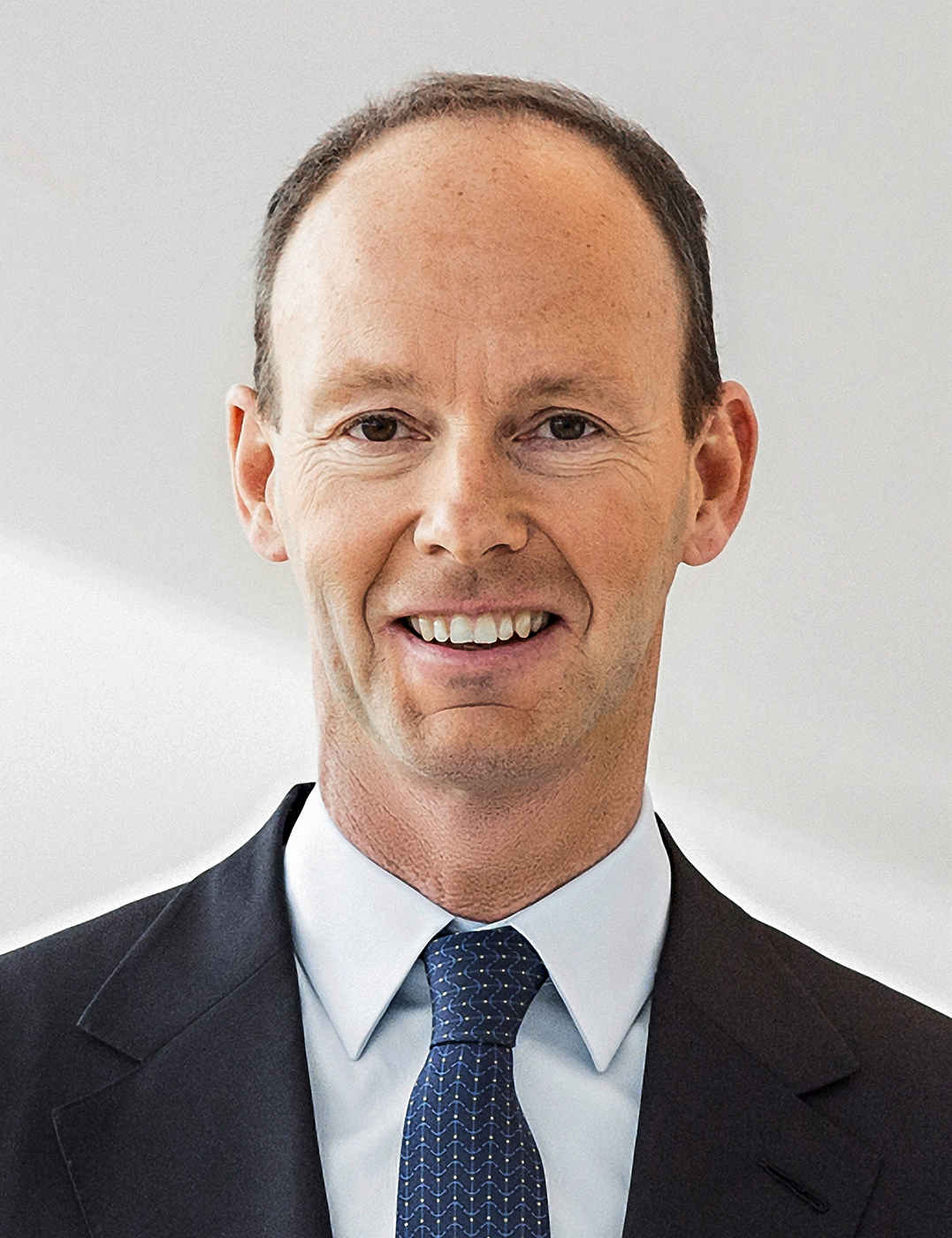
Thomas Rabe, Vorstandsvorsitzender seit 2012

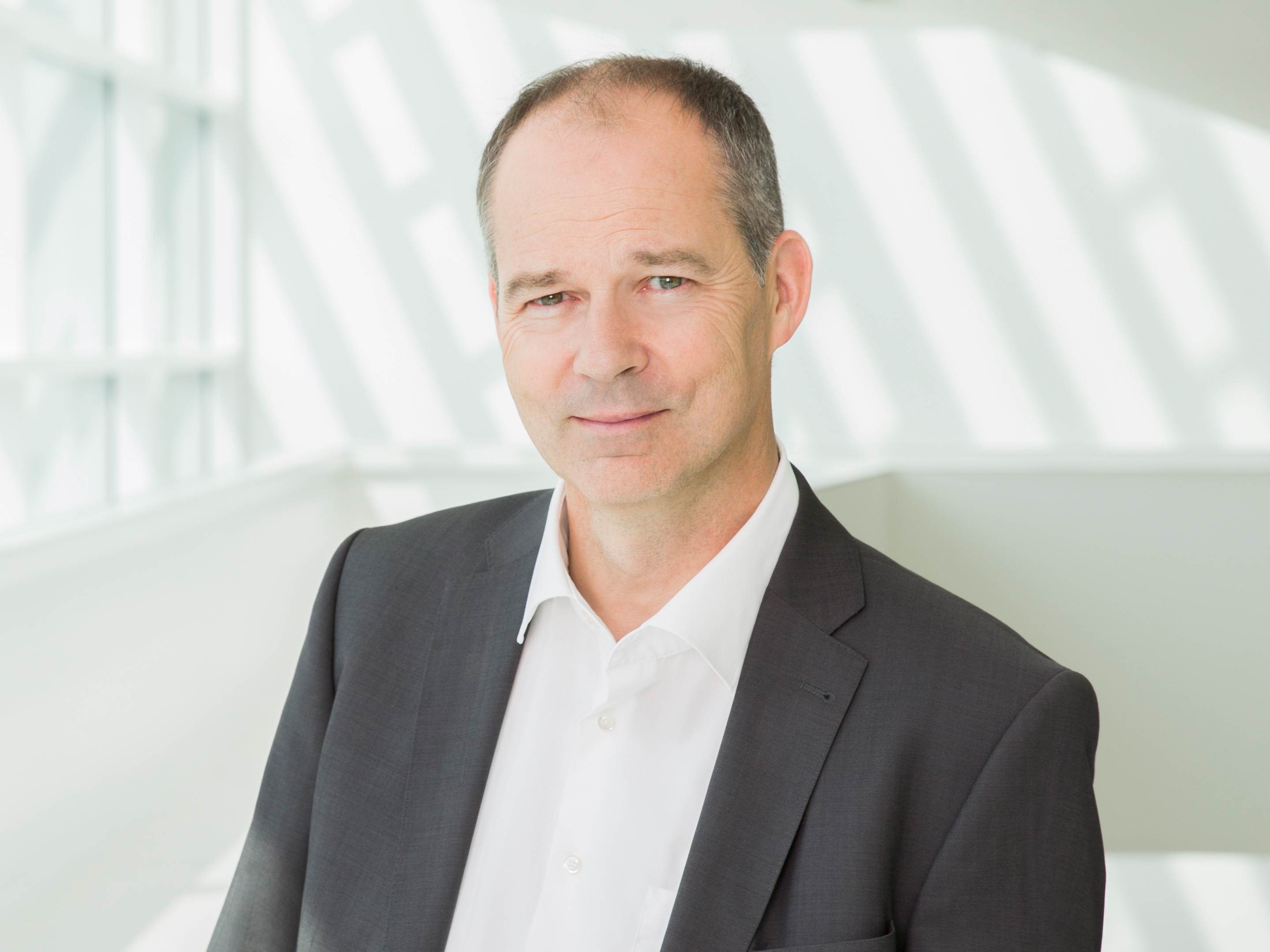
Christoph Mohn, Aufsichtsratsvorsitzender seit 2013

Der Vorstand von Bertelsmann besteht aus Thomas Rabe (Vorstandsvorsitzender), Rolf Hellermann (Finanzvorstand), Immanuel Hermreck (Personalvorstand) sowie Carsten Coesfeld (Unternehmensbeteiligungen und Finanzdienstleistungen) und Thomas Coesfeld (Musikunternehmen BMG).
Der Vorstand wird durch den erweiterten Konzernvorstand unterstützt, dem Group Management Committee (GMC). Das Gremium ist mit Führungskräften aus allen Unternehmensbereichen besetzt.
Im Aufsichtsrat von Bertelsmann sitzen Vertreter der Eigentümer und der Arbeitnehmer. Vorsitzender ist Christoph Mohn, weitere Mitglieder sind unter anderem Dominik Asam, Bernd Leukert, Hans Dieter Pötsch und Bodo Uebber.

### Standorte
Das Bertelsmann Corporate Center befindet sich im Gütersloher Stadtteil Avenwedde. Die Berliner Repräsentanz befindet sich im Kommandantenhaus an der Prachtstraße Unter den Linden im Ortsteil Mitte. Ein wichtiger internationaler Standort ist das Bertelsmann Building am Times Square in New York City.

## Unternehmensbereiche

### RTL Group
Die RTL Group ist ein führender europäischer Unterhaltungsanbieter mit Sitz in Luxemburg. Das Unternehmen betreibt werbefinanzierte private Fernseh- und Radiosender in mehreren Ländern, darunter RTL und VOX in Deutschland. Außerdem gehören Produktionsgesellschaften wie Fremantle sowie die Streaming-Plattform RTL+ zum Unternehmen.
Seit der Übernahme durch RTL Deutschland im Jahr 2021 gehört auch Gruner + Jahr zur RTL Group. Außerdem wurde 2025 angekündigt, Sky Deutschland einschließlich der Marke WOW zu übernehmen.

### Penguin Random House
Penguin Random House ist der weltweit größte Publikumsverlag mit Hauptsitz in New York City. Zum Unternehmen gehören über 300 Verlage auf fünf Kontinenten, darunter neben Penguin Books und Random House beispielsweise Doubleday, Knopf, Dorling Kindersley (DK) oder Viking sowie Ediciones B und Santillana. In Deutschland bündelt die Verlagsgruppe unter anderem Blanvalet, Goldmann und Heyne sowie Prestel.

### BMG

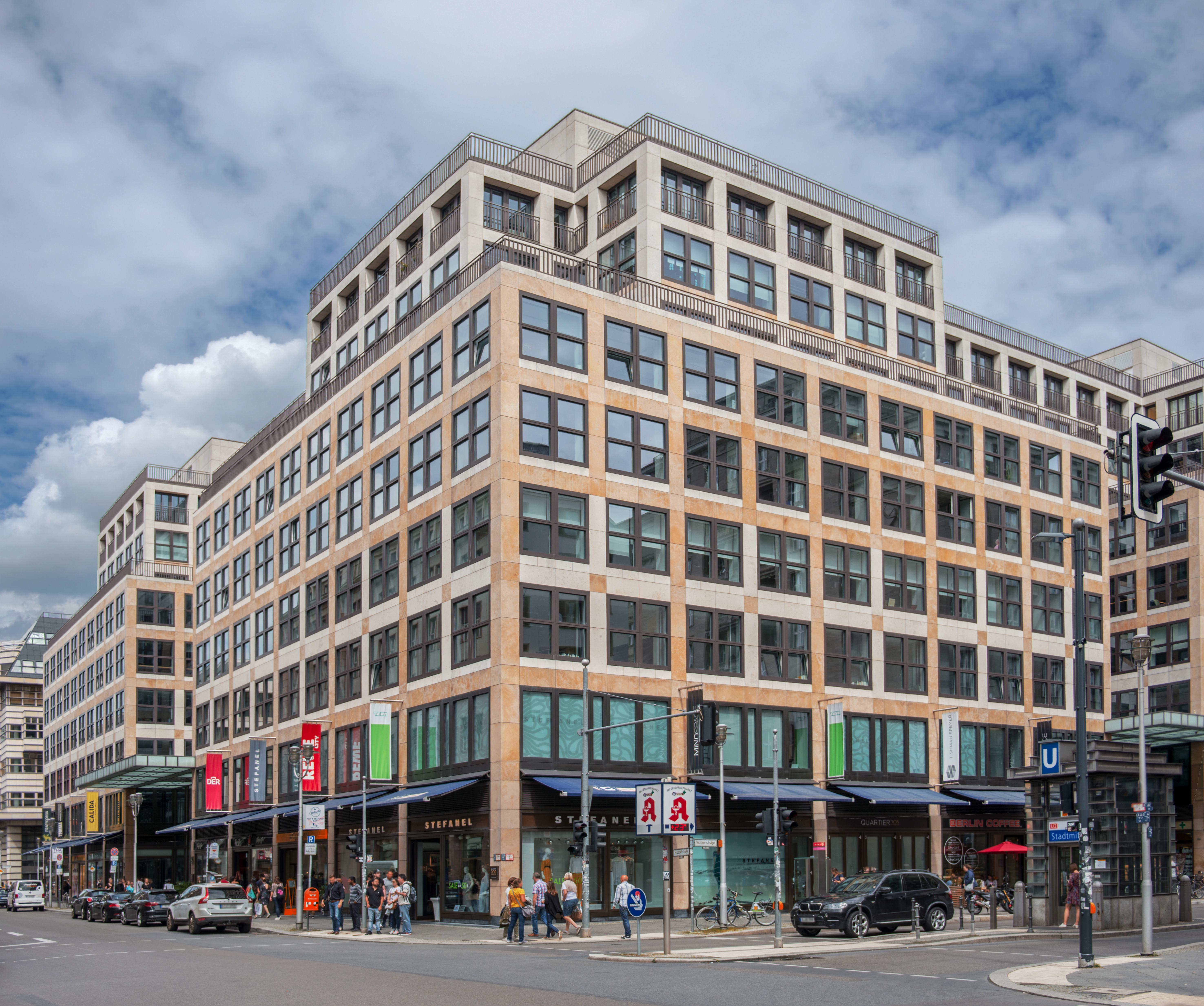
Sitz von BMG in Berlin

BMG ist ein internationales Musikunternehmen mit Sitz in Berlin. Der Katalog umfasst die Rechte an Werken von Künstlern wie Céline Dion, Jennifer Lopez, Ronan Keating und Britney Spears. Die üblicherweise getrennten Verlags- und Labelrechte werden weltweit aus einer Hand vertrieben, etwa für Streaming-Plattformen. Dazu kommen die Veröffentlichungs- und Aufnahmerechte für audiovisuelle Formate.

### Arvato Group
Die Arvato Group ist ein internationales Dienstleistungsunternehmen, das aus der Druck- und Industriesparte von Bertelsmann entstand. Es entwickelt logistische Prozesse (SCM) für Geschäftskunden, insbesondere Online-Händler. Die Tochtergesellschaft Riverty ist als Finanzdienstleister aktiv, Arvato Systems als IT-Dienstleister.

### Bertelsmann Marketing Services
Bertelsmann Marketing Services (BMS) ist ein Dienstleister für Online- und Offline-Marketing. Das Unternehmen entwickelte sich aus den Geschäften im Digital-, Offset- und Tiefdruck sowie den Direktmarketing-Aktivitäten. Die Druckgeschäfte in Europa wurden in den vergangenen Jahren schrittweise zurückgefahren. Auch die Kommunikationsagentur Territory gehört zur Gruppe.

### Bertelsmann Education Group
Die Bertelsmann Education Group (BEG) ist ein renommierter Anbieter von Aus- und Weiterbildung sowie Personalmanagement. Ein Großteil des Angebots richtet sich an den Gesundheitssektor, der die größten Wachstumsperspektiven verspricht. Bekannte Unternehmen der Gruppe sind die Alliant University, Afya und Relias Learning.

### Bertelsmann Investments
Bertelsmann Investments (BI) bündelt die Venture-Capital-Aktivitäten von Bertelsmann sowie den Wachstumsbereich Bertelsmann Next. Zu den Venture-Capital-Aktivitäten gehören die Fonds Bertelsmann Asia Investments (BAI), Bertelsmann India Investments (BII) und Bertelsmann Digital Media Investments (BDMI). Der Geschäftsbereich Bertelsmann Next treibt die unternehmerische Entwicklung neuer Geschäftsfelder voran. Bertelsmann Investments hält aktuell über 300 aktive Beteiligungen weltweit.

## Kritik
Bertelsmann steht aufgrund der Kritik an der Bertelsmann-Stiftung im Interesse der Öffentlichkeit. Der Stiftung wurden politische Einflussnahme und die Vermischung gemeinnütziger und privater Interessen vorgeworfen. 2010 veröffentlichte der Journalist Thomas Schuler ein Buch zum Thema.

### Rolle im Nationalsozialismus
In den 1990er Jahren wurden kritische Fragen zur Rolle des C.-Bertelsmann-Verlags im Dritten Reich gestellt. Auslöser war eine Rede des Vorstandsvorsitzenden Thomas Middelhoff anlässlich seiner Auszeichnung mit dem Vernon A. Walters Award. Middelhoff stellte Bertelsmann als eines der wenigen Medienunternehmen dar, das von den Nationalsozialisten geschlossen wurde, weil es subversive Literatur veröffentlicht habe. Diese Einschätzung wurde zum Beispiel vom Publizisten Hersch Fischler scharf kritisiert.
Die Rede führte zu einer breiten öffentlichen Debatte um die Vergangenheit von Bertelsmann und Ende 1998 schließlich zur Einrichtung der unabhängigen historischen Kommission durch den Konzern. Diese wurde von Saul Friedländer geleitet, weitere Mitglieder waren Norbert Frei, Trutz Rendtorff und Reinhard Wittmann. Die Kommission legte 2000 einen Zwischenbericht und 2002 ihren Abschlussbericht vor. Dieser stellte zum Beispiel fest, dass die Behauptung, der C.-Bertelsmann-Verlag habe Widerstand gegen den Nationalsozialismus geleistet, eindeutig nicht zutreffend war. Die „Schließung als Widerstandsverlag“ konnte nicht belegt werden. Der Historiker Volker Ullrich urteilte in der Wochenzeitung Die Zeit, vom „angeblichen Widerstandsverlag“ bleibe nichts übrig. Die Akten der UHK befinden sich seit 2003 öffentlich zugänglich im Unternehmensarchiv des Konzerns in Gütersloh.

### Monopolvorwürfe
Seit den 1990er Jahren existieren Vorwürfe gegen den Konzern, im Medienbereich und insbesondere im TV eine Monopolstellung innezuhaben oder zumindest eine marktbeherrschende Position anzustreben. Nach Angaben des Magazins Der Spiegel ging dies aus Unterlagen des Unternehmensvorstands hervor.
In mehreren Fällen wurden vom Konzern angestrebte Fusionen durch Kartellämter abgelehnt.